# Grant Sheldon
Grant Sheldon (1994) es un deportista británico que compite en triatlón.
Ganó una medalla de oro en el Campeonato Europeo de Triatlón de 2016, en la prueba de relevo mixto, y una medalla de bronce en el Campeonato Europeo de Triatlón de Velocidad de 2016.

## Palmarés internacional
| Campeonato Europeo | Campeonato Europeo | Campeonato Europeo | Campeonato Europeo |
| Año                | Lugar              | Medalla            | Prueba             |
| ------------------ | ------------------ | ------------------ | ------------------ |
| 2016               | Lisboa (Portugal)  | Medalla de oro     | Relevo mixto       |

| Campeonato Europeo | Campeonato Europeo    | Campeonato Europeo | Campeonato Europeo |
| Año                | Lugar                 | Medalla            | Prueba             |
| ------------------ | --------------------- | ------------------ | ------------------ |
| 2016               | Châteauroux (Francia) | Medalla de bronce  | Individual         |